# Juraj Fándly

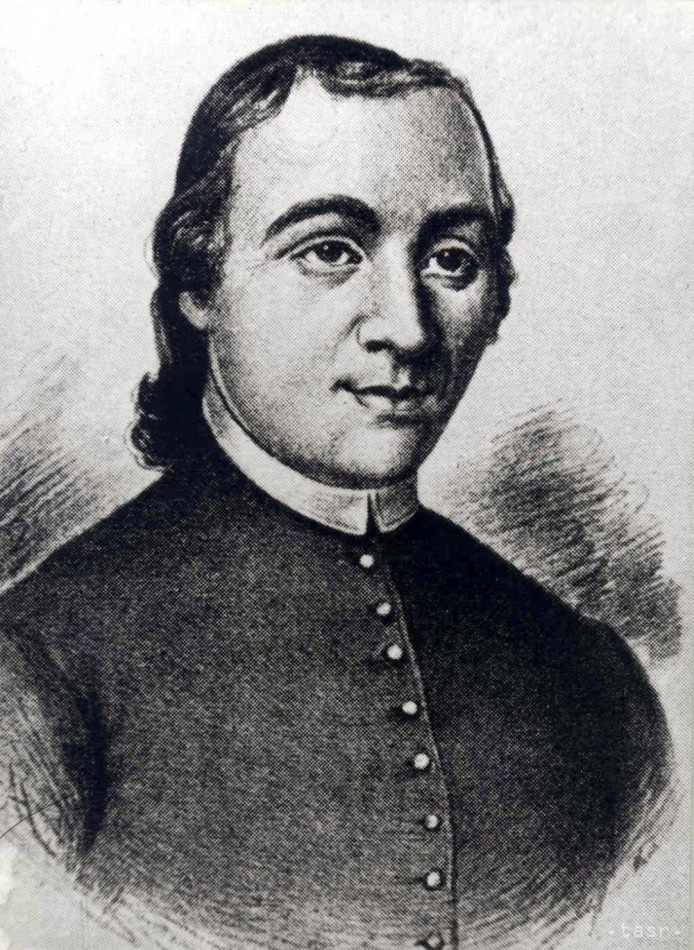
Juraj Fándly

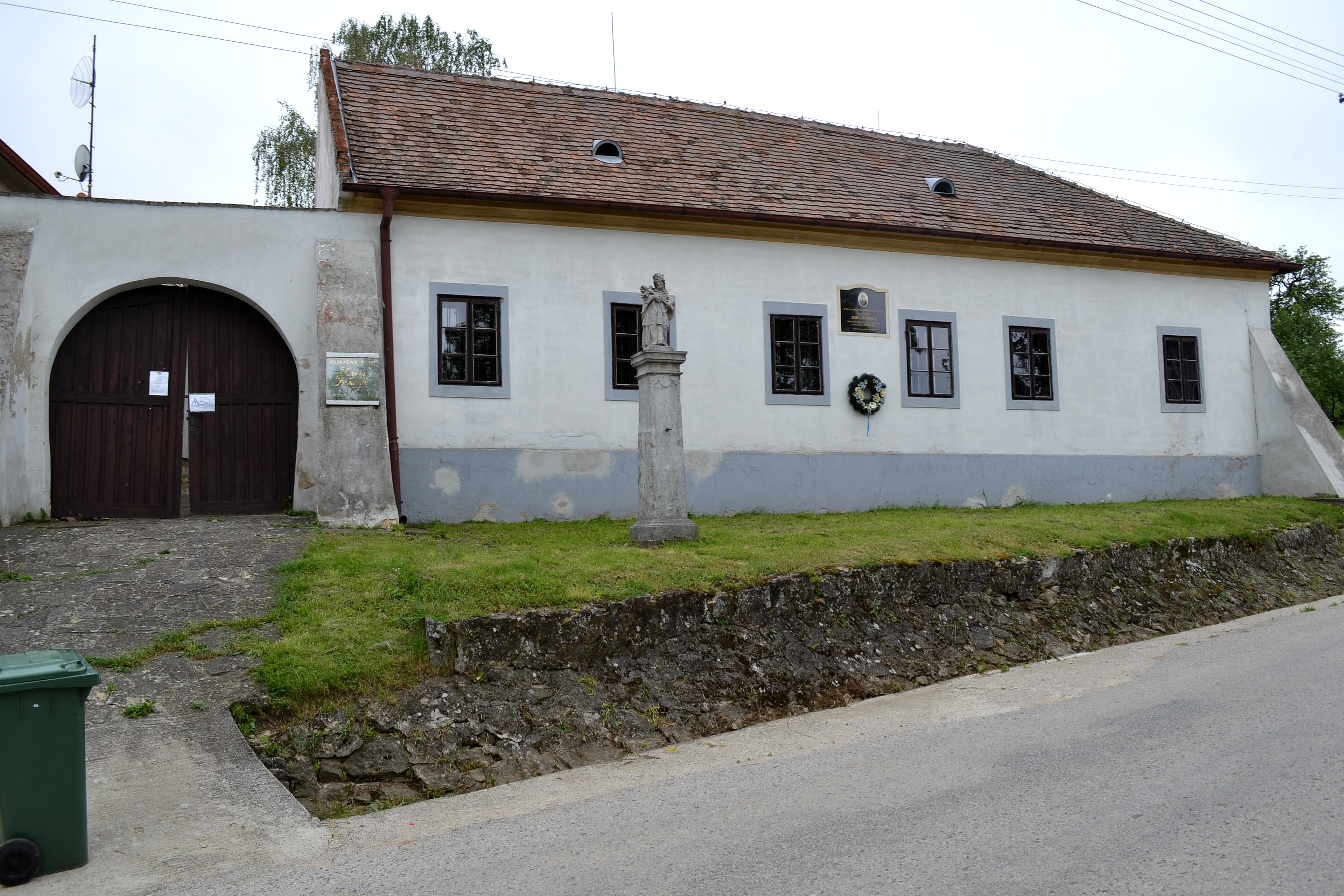
Denkmalgeschützter Pfarrhof in Naháč, der Juraj Fándly gewidmet ist

Juraj Fándly (* 21. Oktober 1750 in Častá; † 7. März 1811 in Doľany) war ein slowakischer Schriftsteller und Priester.

## Leben
Seine Eltern lebten vorübergehend in Častá. Der Vater, Landwirt und Handwerker, starb bald und die Mutter siedelte in die Nachbargemeinde Doľany um. Hier besuchte Fándly auch die Volksschule, wechselte dann auf das Gymnasium in Svätý Jur. 1767 bis 1768 studierte er bei den Franziskanern in Márie Hátu, später dann noch bei den Kapuzinern und Petrijüngern. Wegen seiner angeschlagenen Gesundheit wurden ihm aber zunächst keine priesterlichen Weihen verliehen.
1771 begann er mit dem Studium der Theologie in Buda und setzte es ab 1773 auf dem Seminar in Trnava fort. Am 15. Februar 1777 wurde er dann endlich zum Priester geweiht und übernahm die Stelle eines Kaplans in Sereď. Er wirkte noch kurz in Lukáčovce bei Nitra, von Herbst 1780 bis Januar 1807 als Pfarrer in Naháč im heutigen Okres Trnava.
Dazwischen, 1792, übernahm er die Funktion des Kassierers und des Vorstandes des kulturellen Vereins Slovenské učené tovaryšstvo, einer Jesuitenvereinigung.
Seine Pfarrei war die ärmste im ganzen Bezirk. Das Gebäude war verfallen, der Lohn ärmlich. Trotz dieser Widrigkeiten führte er seine Arbeit geflissentlich aus. Er begann in den Kirchengebäuden Baumwolle zu verarbeiten, damit seine Gemeindemitglieder ihren Hunger mildern konnten. Er übte die Aufgabe eines Kräuterkundigen und Arztes aus. Diese seine Taten fanden auch in seiner Literatur ihren Niederschlag.
Die Verfolgung durch die kirchliche Obrigkeit, geschwächt durch Entbehrung aber auch Misstrauen, schwächten seine Gesundheit. Krank, müde und enttäuscht ging er zu seiner Familie nach Ompitál (heute Doľany).

## Person
Juraj Fándly war die fortschrittlichste und aktivste Persönlichkeit und Schriftsteller der ersten Wiedergeburt-Generation in der Slowakei.

## Werke
In seinen Werken findet man Ideen des Josephinismus, Versuch den nationalen Fortschritt voranzubringen und starkes soziales Empfinden.
1789 erschien sein erster Band Vertraulicher Vertrag zwischen Mönch und dem Teufel, eine literarische Form der josephinischen Reformen. Der dritte und vierte Teil dieses umfangreichen Werkes wurden nach dem Tod des Joseph II. verboten und Fándly wurde mit einem zweiwöchigen Gefängnisaufenthalt im Kloster bestraft.

## Ehrungen
- 2000 Slowakei: Gedenkmünze zu 200 Korún auf die 250-Jahr-Feier seiner Geburt. Silber, 750fein, 20 g

## Biographien
- Constantin von Wurzbach: Fándly (Fandl), Juraj. In: Biographisches Lexikon des Kaiserthums Oesterreich. 28. Theil. Kaiserlich-königliche Hof- und Staatsdruckerei, Wien 1874, S. 330 (Digitalisat).
- J. Tibenský: Juraj Fándly, Bratislava 1950.